# Образование в Люксембурге
Образование в Люксембурге
Система образования Люксембурга не изменялась (в своей основе) с 1912 года. Все дети возрастом до 16 лет должны быть зарегистрированы для обязательного получения образования. Общее количество лет обучения (включая 2 года подготовительного курса) — 11 лет.

## Высшее образование
В Люксембурге всего 4 вуза. В полном смысле — они не являются институтами высшего академического образования, а скорее — практически направленного профессионального образования. В вузах Люксембурга можно пройти курсы на сертификат техника-профессионала продвинутого уровня, курс инженеров-техников, учителя начальной школы и двухгодичные практические курсы. Их выпускники котируются очень высоко и не имеют никаких затруднений с получением работы или дальнейшего обучения ни в какой стране мира. Если же имеется желание на получение полного высшего образования, то люксембургские граждане проходят только 1-й курс университетского образования в Люксембурге, а затем переходят в любой из университетов Франции или Бельгии, как франкоговорящие. Получение высшего образования поддерживается специальными программами финансирования и гарантировано. Все институты — государственные.

## Изучение иностранных языков
Огромная поддержка детям и взрослым оказывается в изучениях иностранных языков. Практически все граждане владеют не менее 3 иностранными языками. Государство содержит, специально для этой цели, Люксембургский языковый центр. Центр настолько популярен, что не может обеспечить подготовкой всех желающих, учитывая бесплатное обучение компьютеризации.

## Дополнительная информация
- Университет Люксембурга